# Норинськ (зупинний пункт)
Норинськ — зупинкова платформа Коростенського відділення Південно-Західної залізниці.
Знаходиться у с. Норинськ.
Курсує дизель-поїзд Коростень—Овруч—Возлякове.
Знаходиться в зоні обов'язкового відселення.